# معركة مستغانم
معركة مستغانم, معركة مزغران أو حملة مستغانم هي معركة حصلت في عام 1558، عندما حاولت القوات الإسبانية أن تحتل مدينة مستغانم من العثمانيين. كان من المفترض أن تكون الحملة الإسبانية خطوةً حاسمة لاحتلال مواقع العثمانيين في الجزائر، إلا أن الحملة انتهت بالفشل ووصفت بالكارثية.

## خلفية
في عام 1506، إحتل الإسبان مرفأ مستغانم من المسلمين. أصبح المرفأ أحد الممتلكات الكثيرة التي احتلها الإسبان منذ عام 1496 في ساحل شمال إفريقيا: مليلية (1496)، المرسى الكبير (1505)، وهران (1509)، بجاية (1510)، طرابلس (1510)، الجزائر، شرشال، دلس، تونس.
في 1516، فتح خير الدين بربروس مستغانم، وقام بتقوية دفاعاتها. أصبحت المدينة بعد ذلك منافسة لوهران. منذ عام 1519 كانت مستغانم قد وضعت تحت السيادة والحماية العثمانية.
قبل معركة مستغانم، كانت القوات العثمانية بمساعدة القبائل قد صدت حملاتٍ سابقة للقوات الإسبانية في عامي 1543 و1547، حيث أن الحملات فشلت بسبب المقاومة العنيفة للعثمانيين والقبائل. تبعت حملة استعادة مستغانم العديد من الانتصارات العثمانية في البحر المتوسط، بالأخص حصار طرابلس وإخلاء المهدية من الإسبان.

### الخلاف العثماني السعدي
في عام 1556، حاصر الجيش العثماني الموجود في الجزائر وهران، إلا أن الحصار لم ينجح، فاستغل السعديون الفرصة ليستولوا على تلمسان من العثمانيين. في عام 1557، طالبت الدولة العثمانية السعديين بالانضمام إلى الدولة العثمانية، إلا أن سلطان المغرب وقتئذ، محمد الشيخ، رفض ذلك، فتم اغتياله.
في آذار عام 1558، إجتاح العثمانيون، تحت قيادة حسن باشا، ابن خير الدين بربروس، مناطق مغربية تجاه فاس، إلا أنهم توقفوا عن التقدم بعد معركة وادي اللبن شمالي فاس. تراجع العثمانيون عندما علموا عن تحضيرات الإسبان بشأن هجوم وهران.

## المعركة
أوفد فيليب الثاني، ملك إسبانيا، فرقة نخبة من ملقة وجعلهم يتمركزون في الحامية الإسبانية في وهران ليشاركوا القوات الإسبانية المحلية وغوميو قائد تلمسان، عبد الله الغالب وكانوا قد رحلوا في 22 أو 26 تموز 1558.
في البداية، نجحت الحملة الإسبانية في احتلال مزغران. ومن بعدها هاجموا مستغانم إلا أنهم تم صدهم. مع القليل من المدد، علم الإسبان أن حسن باشا بن خير الدين بربروس كان قادماً من الجزائر مع دعم قوامه 6,000 رجل. قاد هذا الأمر إلى هروب الإسبان وهم مذعورون. في نهاية المطافة، أُسِر 12,000 جندي إسباني. توفي الكونت الكوديت، حاكم وهران وأسر إبنه، إلى أن تمت مبادلته بـ 23,000 قطعة ذهبية.
أنهى فشل الحملة محاولات إنشاء تحالف إسباني-سعدي ضد الدولة العثمانية.